# Транзакционная интерпретация
Транзакционная интерпрета́ция — интерпретация (толкование) квантовой механики, предложенная Джоном Крамером в 1986 году.

## Концепция
Теория описывает квантовые взаимодействия в условиях стоячей волны, образованной запаздывающими («вперед-по-времени») и наступающими («назад-по-времени») волнами.
По мнению Крамера, это позволяет избежать философских проблем копенгагенской интерпретации и роли наблюдателя, а также решает различные квантовые парадоксы
Теория сформирована в небольшом фрагменте книги «Мост Эйнштейна», изданной в 1997 году.
Крамер утверждал, что транзакционная интерпретация находится в соответствии с экспериментом Афшара, а копенгагенская и многомировая — нет. Существование наступающей и запаздывающей волн как допустимых решений уравнений Максвелла было изучено в теории поглощения Уилера-Фейнмана. Крамер возродил идею двух волн для своей интерпретации квантовой теории. Релятивистская версия уравнения Шрёдингера, в отличие от обычной, допускает расширенные решения, которые используются в транзакционной интерпретации.
Согласно этой интерпретации, источник испускает как запаздывающую (обычную) волну вперед во времени, так и наступающую (дополнительную) волну назад во времени. Приемник также испускает во времени запаздывающую и наступающую волны. Фазы этих волн такие, что запаздывающие волны, испускаемые приемником, погашают запаздывающие волны, испускаемые отправителем, в результате чего сетевой волны после точки поглощения нет. Наступающая волна, испускаемая приемником, также погашает наступающую волну, испускаемую отправителем, так что нет чистой волны перед точкой излучения. В этой интерпретации, коллапс волновой функции является «вневременным», то есть происходит по всей транзакции, а не в конкретный момент, и процесс излучения-поглощения симметричен во времени. Волны рассматриваются как нечто физически реальное, а не просто математический аппарат для записи знания наблюдателя, как в некоторых других интерпретациях квантовой механики.

## Отличия от предыдущих интерпретаций
Базовый элемент — транзакция, которая описывает квантовое событие как обмен наступающей и запаздывающей волн, как предполагается в работе Уилера и Фейнмана, Поля Дирака и пр. Транзакционная интепретация явно нелокальная и поэтому согласуется с последними проверками неравенства Белла. Кроме того, она релятивистски инвариантна и вполне причинна. Детальное сравнение транзакционной и копенгагенской интерпретаций дано в контексте квантовомеханических мысленных экспериментов и парадоксов.
Поскольку интерпретация нелокальная, она логически согласуется с псевдофактической определенностью минимального реалистического предположения. Как таковая, она включает в себя нелокальность, продемонстрированную экспериментами Белла и устраняет один из недостатков Копенгагенской интерпретации — зависимость реальности от наблюдателя. Состояние Гринбергера-Хорна-Цайлингера — ключевой шаг вперед по сравнению с многомировой интерпретацией Эверетта, заключающийся в рассмотрении сопряженного вектора состояния формализма Шрёдингера-Дирака как онтологически реального, включая ту часть, которой до ТИ интерпретативно пренебрегали. После интерпретации сопряженного вектора состояния как наступающей волны, утверждается, что истоки правила Борна естественно следуют из описания транзакции.
Транзакционная интерпретация имеет сходство с вектором формализма двух состояний, который впервые появился в работе Якира Ааронова, Питера Бергмана и Джоэла Лебовица от 1964 года.

## Последние разработки
Будучи «вневременной», транзакционная интерпретация назначает онтологический приоритет событий в псевдовремени. Это, по-видимому, главный фактор торможения принятия интерпретации в общую систему, что подкрепляется её критикой Тимом Модлином (1996, 2002). Кастнер в 2010 году установила, что включение псевдовремени не является обязательным требованием механизма транзакций.

## Споры
К транзакционной интерпретации имеется ряд критических замечаний. Ниже приведен частичный список и ответы на них.
1. «ТИ не является математически точной».
Предложенные волны (offer waves, OW) подчиняются уравнению Шредингера и подтвержденные волны (confirmation waves, CW) подчиняются комплексно сопряженным уравнениям Шредингера. Транзакция является стохастическим событием, и, следовательно, не подчиняется детерминированному уравнению. Результаты, основанные на актуализированных транзакциях, подчиняются правилу Борна и, как отмечается у Крамера (1986), ТИ обеспечивает вывод правила Борна, а не предполагает его, как в стандартной квантовой механике.
2. «ТИ не дает новых прогнозов / непроверяема / не была протестирована».
Транзакционная интерпретация является точной интерпретацией квантовой механики и поэтому её предсказания должны быть такими же. Как и многомировая интерпретация, ТИ является «чистой» интерпретацией в том, что она не добавляет ничего специального, но обеспечивает физический референт для части формализма, которой не хватало оного (расширенных состояний, неявно входящих в правило Борна). Следовательно, часто предъявляемые к ТИ требования новых предсказаний или проверяемости ошибочны, так как неверно истолковывают интерпретацию как модификацию теории квантовой механики.
3. «Неясно, где в пространстве-времени происходит транзакция».
Одно из явных изложений дано Крамером (1986), который изобразил транзакцию как четыре вектора стоячей волны, концами которых являются события испускания и поглощения. В других возможных представлениях, изучаемых в настоящее время, транзакция есть пространственно-временной процесс, происходящий на уровне возможностей, а не действительности.
4. «Тим Модлин (1996, 2002) показал несогласованность ТИ».
Модлин поставил интересные вызовы перед транзакционной интерпретацией, которые рассмотрели, по крайней мере, четыре разных автора:
- Berkovitz, J. (2002). ``On Causal Loops in the Quantum Realm, " in T. Placek and J. Butterfield (Ed.), Proceedings of the NATO Advanced Research Workshop on Modality, Probability and Bell’s Theorems, Kluwer, 233—255.
- Cramer J. G. (2005). «The Quantum Handshake: A Review of the Transactional Interpretation of Quantum Mechanics (недоступная ссылка),» presented at «Time-Symmetry in Quantum Mechanics» Conference, Sydney, Australia, July 23, 2005.
- Kastner, R. E. (2006). "Cramer’s Transactional Interpretation and Causal Loop Problems, " Synthese 150, 1-14.
- Marchildon, L. (2006). "Causal Loops and Collapse in the Transactional Interpretation of Quantum Mechanics, " Physics Essays 19, 422.

5. Пока не ясно, каким образом транзакционная интерпретация обрабатывает квантовую механику более чем одной частицы.
- Daniel F. Styer, Miranda S. Balkin, Kathryn M. Becker, Matthew R. Burns, Christopher E. Dudley, Scott T. Forth, Jeremy S. Gaumer, Mark A. Kramer, David C. Oertel, Leonard H. Park, Marie T. Rinkoski, Clait T. Smith and Timothy D. Wotherspoon (2002) "Nine formulations of quantum mechanics, " American Journal of Physics 70, 288—297.